# N,N,N′,N′-Tetrametyloetylenodiamina
N,N,N′,N′-Tetrametyloetylenodiamina – organiczny związek chemiczny z grupy diamin.
Stosowany jako katalizator polimeryzacji akrylamidu do poliakrylamidu (powoduje rozpad nadsiarczanu amonu z wytworzeniem wolnych rodników, które inicjują polimeryzację), jest także skutecznym związkiem chelatującym. Z niektórymi kationami metali (np. z kationem miedzi(II) Cu2+), tworzy za pomocą dwóch wiązań koordynacyjnych trwały kompleks w postaci pierścienia pięcioczłonowego, w którym TEMED jest ligandem dwukleszczowym z dwoma donorowymi atomami azotu.